# UNITA
Az Nemzeti Egység Angola Teljes Felszabadításáért (portugálul: União Nacional para a Independência Total de Angola) röviden UNITA egy jobboldali angolai politikai párt. 1966-ban alakult az FNLA és a PUA korábbi tagjaiból. Angola függetlenségének kikiáltása után az MPLA legnagyobb vetélytársa lett. Az 1975-től 2002-ig terjedő periódusban több alkalommal is kiújúlt a harc a két fél között a hatalom megszerzéséért. Az 1992-es parlamenti választásokat elveszítette az MPLA-val szemben, azonban az eredményt választási csalásra hivatkozva nem ismerte el. A polgárháború ezt követően kiújúlt és csak 2002-ben, az UNITA vezetőjének, Jonas Malheiro Savimbinek a halálát követően fejeződött be. Az angolai polgárháború után a párt feladta a fegyveres harcot és ma az angolai politikai élet második legnagyobb pártjaként működik.

## Története

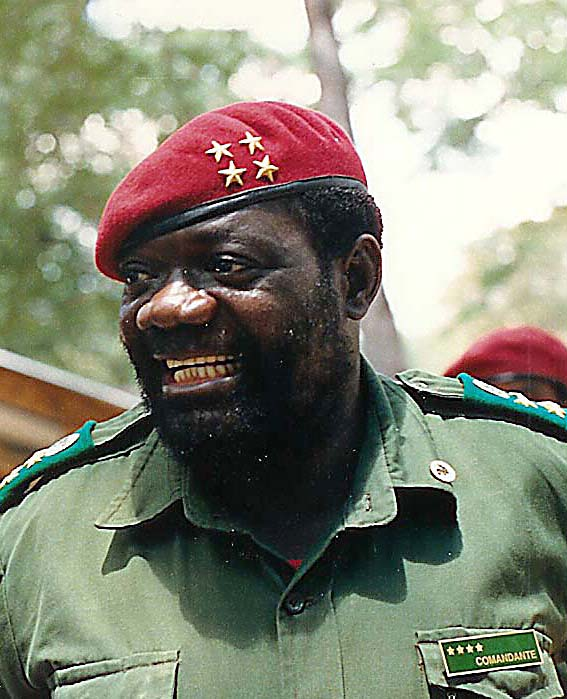
Jonas Malheiro Savimbi

Az UNITA 1966-ban alakult. Megalapításában az FNLA (Angolai Nemzeti Felszabadítási Front) és a PUA (Angolai Nemzeti Unió) korábbi tagjai vettek részt. Utóbbi vezetője Jonas Malheiro Savimbi volt, aki átvette az UNITA vezetését is. Támogatóik főként az ovimbunduk és a csokvék voltak. Ezek a népcsoportok Angola középső és déli részén találhatóak. A párt először maoista irányvonalat követett, de hamarosan antikommunista lett és a szovjetek által támogatott MPLA ellen együttműködött az portugál gyarmati hatóságokkal. 1974-ben Portugáliában kitört a szegfűk forradalma és a politikai változások következtében a portugálok rövidesen kivonultak Angolából. 1975 novemberében az MPLA kihirdette az Angolai Népköztársaságot és a kubaiak által támogatott hadserege 1976 elején támadást indított az FNLA és az UNITA ellen.
Bár az FNLA hamarosan feladta a harcot, az UNITA folytatta a küzdelmet az MPLA ellen és antikommunista gerilla mozgalommá vált. Így egy több évtizedes polgárháború tört ki az országban. Az UNITA támogatói a Dél-afrikai Köztársaság és az Amerikai Egyesült Államok voltak. 1988-ban a dél-afrikai és kubai csapatok kivonultak az országból, így a helyzet kedvezővé vált az ellenségeskedés feloldásához. Az MPLA hajlandó volt tárgyalásokba bocsátkozni Savimbi pártjával és az UNITA több száz bebörtönzött tagját szabadon bocsátotta, valamint elfogadta a többpárti kormányzás bevezetésének elvét. A Lisszabonban folytatott tárgyalások eredményeként a felek 1991 májusában egyezményt kötöttek, amely biztosította a fegyverszünetet, a hadseregek leszerelését és a demokratikus választások kiírását. Az 1992 szeptemberében megtartott parlamenti választásokat az MPLA nyerte. Bár a választás lebonyolítása a nemzetközi megfigyelők szerint általánosságban elfogadható körülmények között zajlott, az UNITA szerint csalások történtek és így a harcok rövidesen kiújultak. 1994-ben megkötötték a lusakai egyezményt, de Savimbi tovább harcolt. Az ehhez szükséges összegeket gyémántok eladásából fedezte.
1998 szeptemberében az UNITA kettévált. Az UNITA-Renavado (Megújult UNITA) felfüggesztette Savimbit az elnöki tisztségéből és önhatalmúlag kihirdette a saját vezető szerepét. Hamarosan újabb frakció vált ki a pártból és az UNITA így már három részre szakadt. A kormány és a Dél-afrikai Fejlesztési Közösség az UNITA-Renavado tagjait ismerte el a párt hivatalos képviselőinek. Bár a kormány és Savimbi is késznek mutatkozott a konfliktus rendezésére, a harcok egészen 2002-ig folytatódtak. 2002 februárjában a kormány hadseregével folytatott harcokban Savimbi életét vesztette és halála után bizakodóbb lett a politikai hangulat. 2002 áprilisában az UNITA megegyezett a kormánnyal a harcok beszüntetését illetően és ezzel lezárult a közel 27 évig tartó angolai polgárháború. Az UNITA hadseregének egyes katonáit beolvasztották az Angolai Hadseregbe, de többségük visszatért a polgári életbe. A három frakciót újraegyesítették és az UNITA elfogadott politikai párttá alakult át. 2003 júniusában Isaías Samakuvát választották meg az elnöki tisztség betöltésére.
A 2008 szeptemberében tartott parlamenti választásokon, amely 1992 óta az első volt, az UNITA háttérbe szorult. Bár történtek csalások és megfélemlítésekre is sor került, a nemzetközi megfigyelők alapjában érvényesnek ismerték el a választási eredményeket. Az UNITA kezdetben néhány esetben kifogást emelt, de rövidesen elfogadta az MPLA győzelmét.

## Indulója
Filhos Todos de Angola
Filhos Todos de Angola

Desta Pátria de Heróis

Novo raiar de sóis

Chama-nos à conquista

Da nossa dignidade

E da África dos nossos antepassados,

Ameaçada da nova escravatura

Com a nossa bravura

Juremos defendê-la

Para que impere nela

O grito da Liberdade
Angolanos!

Lutemos pelo nosso Continente

Construindo um País

Bem erguido e feliz

Para guia e escola

Dos povos africanos

Sob os novos símbolos da bandeira

Da Pátria una, e soberana

E Solidária de Angola
Erguei-vos angolanos!

Contra o invasor surgi!

D’Africa a voz ouvi!

Em cobiçar a terra

Dos avós nossa herança,

O estrangeiro delira, ante as nossas riquezas

E atractivos do lindo continente

Dão-lhe dor deprimente.

Grande povo de Angola!

Teus maiores imita!

Para a grandeza da Pátria